# Sham 69
Gli Sham 69 sono un gruppo musicale britannico di genere Oi! in attività dal 1976.

## Storia
Raggiunsero una certa notorietà verso la fine degli anni settanta. Nacquero alla fine del 1976, ma di lì a un anno della formazione originale rimarrà solo Jimmy Pursey. Ricomposta la formazione firmarono un contratto con l'etichetta indipendente di Miles Copeland, la Step Forward. Il singolo di debutto, uscito il 23 settembre del 1977, fu I don't wanna, che fu prodotto da John Cale dei Velvet Underground. Passarono poi alla Polydor Records che fece uscire a gennaio 1978 il loro famoso singolo Borstal Breakout, uno dei pezzi punk rock inglesi più famosi, che visto il successo, anticipò il loro primo album Tell Us the Truth, composto da una facciata registrata in studio e una dal vivo.
Furono il primo gruppo punk rock a raggiungere la Top Ten britannica, quando il singolo Hurry Up Harry tratto dal secondo album That's Life (1978) entrò nelle prime dieci posizioni della classifica dei singoli più venduti nel Regno Unito.
Dopo lo scioglimento dei Sex Pistols nel 1978, il chitarrista Steve Jones e il batterista Paul Cook si unirono al cantante Jimmy Pursey e al bassista Dave Tregunna degli Sham 69 per formare il gruppo Sham Pistols. Il gruppo compose due brani: Some Play Dirty e Natural Born Killer (che fu poi ripreso dai The Professionals come Kick Down the Doors), che non vennero mai registrati in studio, ma furono pubblicati postumi alcuni album dal vivo registrati al concerto al Glasgow Apollo: Sham's Last Stand (1989), Live In Glasgow July 1979 (2002).
Dopo lo scioglimento del gruppo, Cook e Jones formarono i The Professionals, Pursey intraprese la carriera solista, e Treganna formò i The Lords of the New Church, un gruppo post-punk, con Brian James dei Damned e Stiv Bators dei Dead Boys.
Gli Sham 69 sono ricomparsi nel corso degli anni novanta con una nuova formazione.
Nel maggio 2011, Parsons ha dichiarato sul suo sito web di aver sciolto gli Sham 69, anche se questo è stato contestato dagli altri membri. Nel luglio 2011, Pursey ha annunciato su Twitter la riforma della maggior parte della formazione del 1977, composta da Pursey, Parsons e Tregunna. Ciò significava che c'erano due band attive che usavano lo stesso nome, con tre membri della prima formazione (Pursey, Parsons e Tregunna) in una band, e Harris nell'altra.
Nel giugno 2012, Pursey registra il nome della band, ma a partire dal 2016, entrambe le band sono ancora in tournée usando lo stesso nome, con la versione Pursey che spesso utilizza lo slogan "Original 1977 line-up", e l'altra usando il nome "Tim V".
Il 28 gennaio 2018, il co-fondatore di Sham 69, Neil Harris muore di cancro all'età di 63 anni.

## Formazione

### Formazione attuale
- Jimmy Pursey - voce
- Dave Parsons - chitarra
- Dave Tregunna - basso elettrico
- Rick Goldstein - batteria

### Ex componenti
- Dave Parsons - chitarra
- Ian Whitewood - batteria
- Mark Cain - batteria

## Discografia

### Album

#### Album in studio
- 1978 - Tell Us the Truth
- 1978 - That's Life
- 1979 - The Adventures of Hersham Boys
- 1980 - The Game
- 1988 - Volunteer
- 1995 - Information Libre
- 1995 - Soapy Water & Mr. Marmalade
- 1995 - Kings & Queens
- 1997 - The X Files
- 2001 - Direct Action: Day 21
- 2007 - United

#### Album dal vivo
- 1987 - Live and Loud!!
- 1988 - Live and Loud!!, Vol. 2
- 1989 - Sham's Last Stand
- 1989 - Complete Sham 69 Live
- 1989 - The Best of & the Rest of Sham 69 Live
- 1990 - Live at the Roxy
- 1991 - Live at CBGB's
- 1993 - BBC Radio 1 in Concert
- 1994 - Live in Japan
- 1996 - Live
- 1999 - Live in Italy
- 1999 - Green Eggs & Sham

#### Raccolte
- 1980 - The First, the Best & the Last
- 1986 - Angels with Dirty Faces: The Best of Sham 69
- 1989 - Tell Us the Truth/That's Life
- 1989 - The Adventures of the Hersham Boys/The Game
- 1996 - The Best of Sham 69
- 1997 - Best of Sham 69
- 1998 - The Punk Singles Collection 1977-80
- 1998 - Sham 69/the masters (Eagle rocords)
- 1998 - Borstal Breakout
- 2000 - Rarities: 1977-1980
- 2000 - Anthology
- 2000 - Laced Up Boots and Corduroys

### Singoli
- 1977 - Song of the Streets
- 1978 - There's Gonna Be a Borstal Break-Out
- 1978 - Angels with Dirty Faces/The Cockney Kids Are Innocent
- 1978 - If the Kids Are United/Sunday Morning Nightmare
- 1978 - Hurry Up Harry/No Entry
- 1979 - You're a Better Man Than I/Give a Dog a Bone
- 1980 - Unite and Win/I'm a Man
- 1980 - Tell the Children/Jack
- 1981 - Lost on Highway 46
- 1987 - Rip and Tear/The Great American Slowdown
- 1987 - Ban the Gun
- 1988 - Outside the Warehouse
- 1988 - As Black as Sheep/Mr Know It All
- 1996 - Listen Up/25 Years

### EP
- 1977 - I Don't Wanna
- 1979 - Questions and Answers
- 1980 - Hersham Boys
- 1988 - Thats Live!
- 1989 - The Early Years Live
- 1992 - Uptown
- 1992 - M25
- 1993 - Action Time Vision
- 1995 - Girlfriend